# Maria Maunder
Maria Maunder (* 19. März 1972 in St. John’s, Neufundland und Labrador) ist eine ehemalige kanadische Ruderin, die 1996 eine olympische Silbermedaille gewann. 
Maunder war vor ihrer Karriere als Ruderin zehn Jahre als Schwimmerin aktiv gewesen. Der internationale Durchbruch gelang ihr aber erst als Ruderin. Ihr erster internationaler Auftritt war bei der Commonwealth Regatta 1994, als sie mit dem Achter den Titel gewann. Im gleichen Jahr belegte sie bei den Weltmeisterschaften den siebten Platz mit dem Achter und den achten Platz im Vierer ohne Steuerfrau. Bei den Weltmeisterschaften 1995 erreichte Maunder zweimal das A-Finale. Zusammen mit Kelly Mahon belegte sie den fünften Platz im Zweier ohne Steuerfrau, mit dem Achter erreichte sie den sechsten Platz. Bei den Olympischen Spielen 1996 in Atlanta gewann der kanadische Achter die Silbermedaille hinter den Rumäninnen. 
1997 erreichte Maunder mit dem kanadischen Doppelvierer den sechsten Platz bei den Weltmeisterschaften. 1998 in Köln belegte sie zusammen mit Theresa Luke im Doppelzweier den elften Platz.